# Bacalhoada
La bacalhoada és un plat a base de bacallà de la cuina portuguesa. En general, els plats a base de bacallà són molt habituals i populars a Portugal, com també ho són a la cuina dels Països Catalans.